# 魯凱語

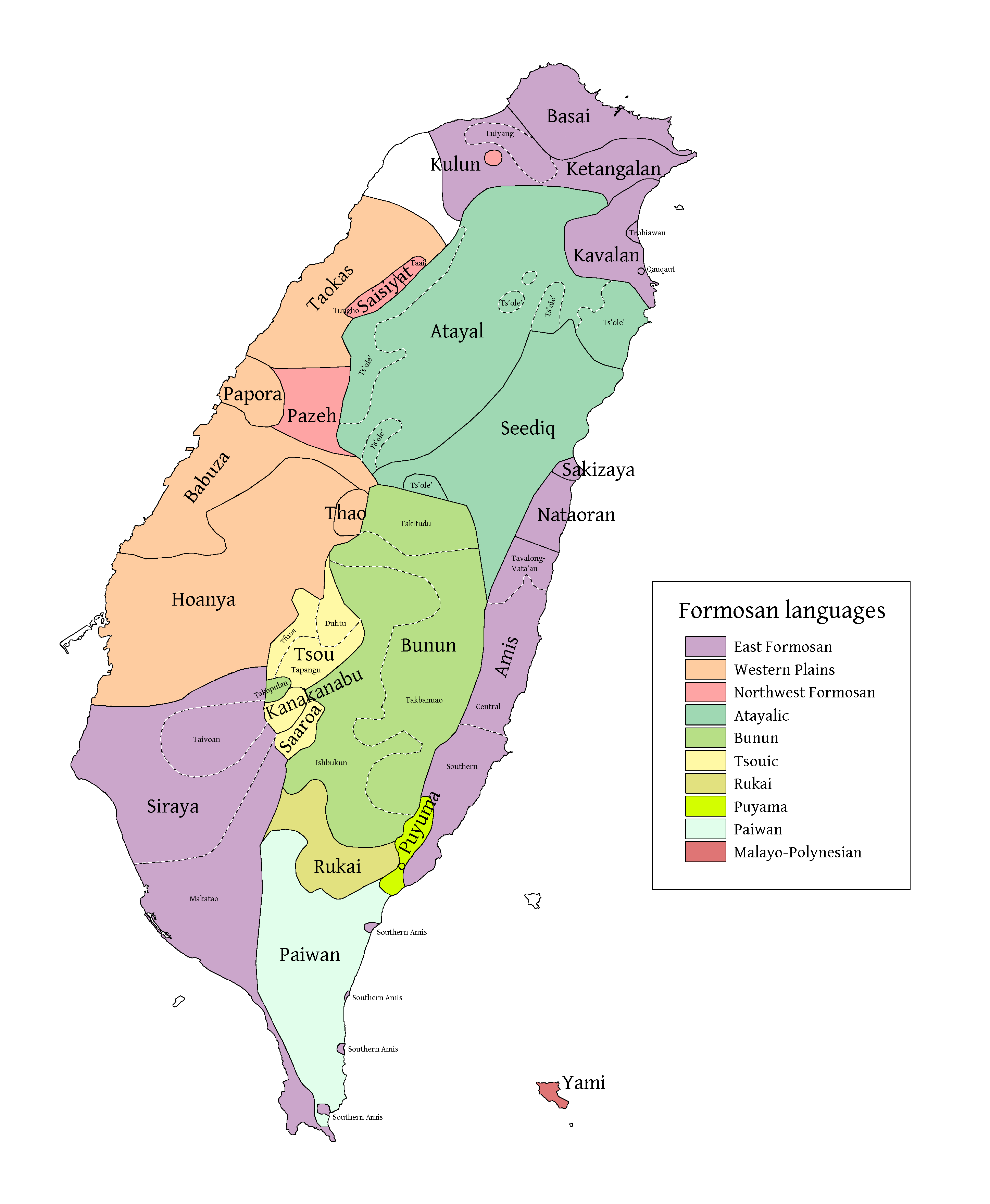
漢人遷台之前的台灣南島語言分布圖（按 Blust, 1999）.東台灣"蘭嶼島（深紅色）表示為使用馬來-玻里尼西亞語族巴丹語群達悟語的區域.

魯凱語（Drekay）為台灣原住民族魯凱族人所使用的语言，用拉丁文字書寫，亦為台灣南島語言之一種，屬於原始南島語系的次語群。使用者大約有 10,000人左右，有些是單語者。

## 魯凱語支群
魯凱語照文法、語彙、語音等之架構，一般歸類為三個支群，而以霧台支群使用人數最多：
霧台支群
霧台魯凱語（Ngudradrekay），分布於屏東縣霧台鄉等地。
大武魯凱語（Ngudradrekay），分佈於屏東縣霧台鄉大武村。
東魯凱語（達魯瑪克、大南）（Taromak Drekay、Tanan），分布於台東縣卑南鄉東興村
茂林支群
茂林語（Teldreka），分布於高雄市茂林區茂林里。
多納語（Thakongadavane），分布於高雄市茂林區多納里。
萬山支群
萬山語（'Oponoho），分布於高雄市茂林區萬山里。

### 台灣原住民認證考試
台灣原住民魯凱語認證考試原先分為6類方言（含大武魯凱語），後再簡縮為5類方言: 
- 霧台魯凱語（Ngudradrekay）
- 東魯凱語（達魯瑪克、大南）（Taromak Drekay、Tanan）
- 茂林魯凱語（Teldreka）
- 多納魯凱語（Thakongadavane）
- 萬山魯凱語（Oponoho）

## 語言特徵
魯凱語是在台灣南島語言上唯一沒有南島語配列的語言。 大南魯凱語（Tanan）也是含有大量的輔音成分的台灣南島語，有 23 個輔音及 4 個元音且有音長的對照關係。 大南魯凱語如同其他台灣南島語一般也用動態/非動態來替代人稱/非人稱之表達法。 羅斯（Ross 2009）指出時下的南島語系的重建工作沒有考慮到魯凱語群，因而認為對整體南島語系的架構之建立並不切實。

## 語音系統
魯凱語的音系之音位大都使用適當的Unicode符號來標示。在台灣南島語的書寫系統的訂定上，元輔音之音系表原則上都是先「發音部位」（橫列）、後「發音方法」（縱列）、再考量「清濁音」，來訂定其音系之音位架構。

## 文法
在文法的分類上台灣南島語並不同於一般的分析語或其它综合语裡的動詞、名詞、形容詞、介詞和副詞等之基本詞類分類。比如台灣南島語裡普遍沒有副詞，而副詞的概念一般以動詞方式呈現、可稱之為「副動詞」，類之於俄语裡的副動詞。 魯凱語文法分類是將基礎的文法之詞類、詞綴、字詞結構及分類法，對比分析語等之詞類分類法加以條析判別。

## 外部連結
- Sociolinguistic Survey Report For The Tona Aan Maga Doalects Of The Rukai Language （页面存档备份，存于）
- YouTube上的魯凱情歌
- 台灣語言學學會 （页面存档备份，存于）
- 臺灣原住民族網路學院
- 政大原住民族語研究中心九階教材